# بريان غريفيثز
بريان غريفيثز (بالإنجليزية: Bryan Griffiths)‏ (21 نوفمبر 1939 في المملكة المتحدة - ) هو مدرب كرة قدم ولاعب كرة قدم بريطاني في مركز الدفاع. لعب مع نادي إيفرتون ونادي ساوثبورت ونادي فورمبي ‏.